# Großer Kliestower See
Großer Kliestower See – jezioro w północno-wschodniej części Frankfurtu nad Odrą, w dzielnicy Kliestow, nieopodal drogi krajowej B5. Jego wielkość wynosi 3,12 ha.
Od zachodu dochodzi do niego ulica Am See, od wschodu zaś Wulkower Weg i Lebuser Straße.